# Abraham P. Grant

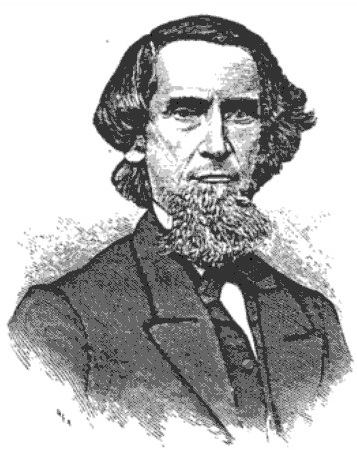
Abraham P. Grant

Abraham Phineas Grant (* 5. April 1804 in New Lebanon, New York; † 11. Dezember 1871 in Oswego, New York) war ein US-amerikanischer Jurist und Politiker. Zwischen 1837 und 1839 vertrat er den Bundesstaat New York im US-Repräsentantenhaus.

## Werdegang
Abraham Phineas Grant wurde ungefähr acht Jahre vor dem Ausbruch des Britisch-Amerikanischen Krieges in New Lebanon im Columbia County geboren. Er besuchte öffentliche Schulen und graduierte dann am Hamilton College in Clinton. Danach studierte er Jura. Seine Zulassung als Anwalt erhielt er 1828 und begann dann in Oswego zu praktizieren. Als Bezirksstaatsanwalt war er 1835 im Oswego County tätig. Politisch gehörte er der Demokratischen Partei an.
Bei den Kongresswahlen des Jahres 1836 für den 25. Kongress wurde Grant im 17. Wahlbezirk von New York in das US-Repräsentantenhaus in Washington, D.C. gewählt, wo er am 4. März 1837 die Nachfolge von Joel Turrill und Rutger B. Miller antrat, welche zuvor zusammen den Distrikt im US-Repräsentantenhaus vertreten hatten. Er schied nach dem 3. März 1839 aus dem Kongress aus.
Nach seiner Kongresszeit ging er der Tätigkeit als Anwalt nach. Am 11. Dezember 1871 starb er in Oswego und wurde auf dem Riverside Cemetery beigesetzt. Zu jenem Zeitpunkt war der Bürgerkrieg ungefähr sechseinhalb Jahre zu Ende.